# Urgleptes fasciatus
Urgleptes fasciatus es una especie de escarabajo longicornio del género Urgleptes, tribu Acanthocinini, subfamilia Lamiinae. Fue descrita científicamente por Bates en 1881.
La especie se mantiene activa durante los meses de mayo, junio y julio.

## Descripción
Mide 3,18-4,4 milímetros de longitud.

## Distribución
Se distribuye por Costa Rica Guatemala y Honduras.